# Kuixva
Kuixva (en rus: Кушва) és una ciutat de l'óblast de Sverdlovsk, a Rússia, segons el cens del 2021 tenia 26.878 habitants.